# Hypocrea minutispora
Hypocrea minutispora är en svampart som beskrevs av B.S. Lu, Fallah & Samuels 2004. Hypocrea minutispora ingår i släktet svampdynor och familjen Hypocreaceae.  Arten är reproducerande i Sverige. Inga underarter finns listade i Catalogue of Life.